# Pooh Shiesty
小朗特雷尔·唐奈·威廉斯（英語：Lontrell Donell Williams Jr.；1999年11月8日—），艺名Pooh Shiesty，是一位来自田纳西州孟菲斯的美国说唱歌手。
他于2020年签约古驰·马恩的1017 Records，这是大西洋唱片旗下的厂牌，凭借与厂牌创始人及其同僚的合作而声名鹊起。同年，他的单曲《Back in Blood》（与利爾·杜爾克合作）在Billboard Hot 100排行榜上最高排名第13位。

## 早年生活和教育
Shiesty 来自田纳西州孟菲斯，在南边的甘蔗溪公寓长大。 他在德克萨斯州普弗格维尔住了两年。 回到孟菲斯后，他上了暑期学校来帮助他高中毕业。 他在18岁时开始专注于音乐。

## 唱片

### 錄音室專輯
- 《Shiesty Season》(2021年)